# Guatteria aeruginosa
Guatteria aeruginosa là loài thực vật có hoa thuộc họ Na. Loài này được Standl. mô tả khoa học đầu tiên năm 1929.